# RT-Thread
RT-Thread est un Système d'exploitation temps réel, multithread libre, sous Licence Apache 2.0, à destination de systèmes embarqués principalement. Il fonctionne sur architecture RISC-V, notamment sur le microcontrôleur GD32V de GigaDevice., ainsi que l'architecture ARM (dont les STM32 de ST-Microelectronics), MIPS 32 bits, ARC, C-Sky, x86 et certains DSP,.
Il peut également fonctionner sur le système d'émulation de RISC-V de Qemu.